# 203 (număr)
203 (două sute trei) este numărul natural care urmează după 202 și precede pe 204 într-un șir crescător de numere naturale.

## În matematică
203:
- Este un număr impar.
- Este un număr compus.[1]
- Este un număr deficient.[2][3]
- Este un număr semiprim.[4][5]
- Este un număr Bell.[6][7]
- Este un număr fericit.[8][9]
- Este un număr strobogramatic[10][11] (cu simetrie verticală la afișarea cifrelor cu 7 segmente).
- Cu trei tije cu lungimi având un număr întreg de unități de cel mult 12 se pot realiza 203 triunghiuri diferite și 203 pătrate întregi (nu neapărat de dimensiunea unității).[12]

## În știință

### În astronomie
- Obiectul NGC 203 (identic cu NGC 211) din New General Catalogue este o galaxie lenticulară cu o magnitudine 14,1 în constelația Peștii.
- 203 Pompeja este un asteroid din centura principală.
- 203P/Korlević este o cometă periodică din sistemul nostru solar.